# Sheila O'Donnell
Sheila O'Donnell (Dublín, 1953) arquitecta irlandesa. Titular del estudio irlandés O’Donnell + Tuomey, ganador de más de 80 premios internacionales.

## Primeros años
Nació en Dublín en 1953. Se graduó como arquitecta en la Escuela de Arquitectura UCD en 1976.
O’Donnell en un comienzo trabajó en Londres para Spence y Webster, Colqhoum y Miller y Stirling Wilford Asociados. A través de su trabajo para Stirling Wilford en el diseño y desarrollo del Tate’s Clore Gallery en Millbank, se formó en conservación y diseño de galerías especializadas y edificios públicos.

## Trayectoria
En 1988 fundó la oficina de arquitectura O’Donnell + Tuomey junto a John Tuomey. Se conocieron mientras estudiaban arquitectura en UCD. Llevan trabajando juntos más de 25 años.  
Algunos trabajos significativos del estudio son el Centro de Cine Irlandés (completado en 1992), en Centro Blackwood de Golf (1994), UCC Glucksman Gallery (2004), Ranelagh School de Dublin (RIAI Gold Medal), la galería de un fotógrafo en el Soho de London (2012), un nuevo Centro de Estudiantes para la Escuela de Economía de Londres (2013), St Angela’s College Cork (2014), y el reciclaje del Campus de la Universidad Europea Central en Budapest (2016).
Sheila O’Donnell ha realizado un Master en Diseño Medioambiental del Colegio Real de Arte de Londres. Ha desarrollado su especialidad en el área del diseño ambiental a través de la investigación y su rol como profesora en la Escuela de Arquitectura UCD. Fue directora del Grupo 91 Arquitectos, quienes en 1991 ganaron la competencia del diseño urbano para el Marco Arquitectónico de Temple Bar. El Grupo 91 fueron consultores de Propiedades Temple Bar en la ejecución del Programa de Desarrollo 1992-97.
En 1994 fue ascendida al rango de Miembro (Fellow) del RIAI en reconocimiento a su contribución a su práctica en la Arquitectura Irlandesa. Fue elegida Miembro Honorario Internacional del Instituto Americano de Arquitectos en 2010. Fue miembro del Consejo Interino del Museo Nacional, a partir de su trabajo de asesoría sobre la estrategia apropiada para el desarrollo del Complejo del Cuartel Collins como el museo permanente. Está actualmente en el Consejo del Rough Magic Theatre Company. Ha sido una examinadora externa en la Escuela de Arquitectura de Cambridge, en la Universidad Metropolitana de Mánchester y en la Asociación de Arquitectura de Londres.
Fue parte de muchos jurados y paneles de premios, incluidos los premios RIBA de 2006 a 2010. Fue jurado por el premio Stirling en el 2013. Dio charlas sobre sus trabajos en Europa y Estados Unidos y Japón. Ha sido crítica de diseño en Princeton, Harvard, Yale, Michigan y Búfalo y en muchas Universidades Británicas. Es miembro de Aosdana (asociación irlandesa de un máximo 250 artistas destacados por su aporte en arte, literatura, música, arquitectura; que hacia 2017 contaba con 246 miembros.)

## Premios y reconocimientos
O'Donnell y  Tuomey ganaron más de 80 premios nacionales e internacionales por su trabajo. A principios de 2015 ganaron el premio más prestigioso en Gran Bretaña, el RIBA, Royal Gold Medal. Los edificios por los cuales fueron premiados incluyen la Galería Cork’s Glusman, el Centro Lírico de Belfast, el LSE Centro de Estudiantes en Londres, como también por proyectos de escuelas y vivienda social.